# Sinularia densa
Sinularia densa is een zachte koraalsoort uit de familie Alcyoniidae. De koraalsoort komt uit het geslacht Sinularia. Sinularia densa werd in 1897 voor het eerst wetenschappelijk beschreven door Whitelegge. 